# Chlumetia fasciatrix
Chlumetia fasciatrix là một loài bướm đêm trong họ Noctuidae.